# To tenkrát v čtyřicátom pátom (píseň)
„To tenkrát v čtyřicátom pátom“ je píseň, jejímž autorem je Jan Vyčítal. Poprvé ji uvedl v roce 1990 při oslavách osvobození v Plzni v přímém televizním přenosu. Svou písní nadchl publikum tak, že ji musel dvakrát opakovat, záhy se stala jednou z nejhranějších písní českých rádií té doby.  V roce 1991 ji Greenhorns natočili anglicky pod názvem Hats Off To Patton, text přeložil Miloš Skalka a zazpíval Roger Latzgo.

## Obsah textu
V první sloce zpěvák vypráví příběh svého letitého kamaráda, který bydlí v Plzni a kterému zpěvák dá o sobě vědět vždy, když je poblíž „na čundru“. Při návštěvě u tohoto kamaráda je vždy upozorněn, aby nepoužíval jeden konkrétní gauč v bytě – poté, co po osvobození Plzně 6. května 1945 pozval jeho otec na návštěvu partu vojáků a ti seděli právě tam, se tento gauč stal rodinnou památkou a ani sám kamarád na tomto gauči nesedá.
V refrénu zpívá zpěvák o tom, jak Američané vedení generálem Pattonem osvobodili Plzeň se svými tanky, děly a džípy, na nichž byly bílé hvězdy. Popisuje též, jak se chovala veřejnost, že místní krasavice zpívaly píseň Škoda lásky a na mnoha místech tančily pracovnice z místní zbrojovky Škoda.
Ve druhé sloce zpěvák naráží na překrucování historie za komunistické totality: Protože uvedený kamarád nosil květiny k pomníku americkým osvoboditelům, byl vyhozen ze zaměstnání. Tato záležitost mu nevadila, ovšem o to víc ho rozčililo, když se jeho dcera ve škole učila, že Československo osvobodila pouze Rudá armáda. Kamarád poté navštívil dotyčnou učitelku ve sborovně a tam jí sdělil, že on sám jí dává z dějepisu nedostatečnou a nabízí jí, že jí u sebe doma osobně ukáže dříve uvedený gauč, kde vojáci seděli.
Druhý refrén se mírně liší od prvního: Namísto „To tenkrát v čtyřicátom pátom, když Plzeň osvobodil Patton...“ je zde „Já trvám na tom, že Plzeň osvobodil Patton...“
Třetí refrén se opět mírně liší: Ve verši „(...) a místní krásky zpívaly sborem Škoda lásky“ je český název písně nahrazen anglickou verzí: „(...) a místní krásky zpívaly sborem Roll out the barrels“.

## Kompozice
Píseň je v typickém Vyčítalově stylu svižné country, programově ozvláštněná dvěma citacemi – z Vejvodovy Škoda lásky (intro na foukací harmoniku a do refrénu zakomponované titulní sousloví) a notorický motiv ze swingového standardu In the Mood od Glenna Millera.
Ve verších jsou pro větší autenticitu použity prvky plzeňského nářečí („usárnu, tu si tu tam dej, na tu ten gauč tam si nesedej“).

## Parodie
K písni se postupně tvořily lidové parodie. Jan Vyčítal se s tím snažil vypořádat tím, že jednu takovou sám vytvořil pod názvem "To tenkrát v šedesátom osmom". V ní na svou původní melodii a podobně frázovaný text posměšně zpracovává téma invaze vojsk Varšavské smlouvy do Československa‎ v srpnu 1968. Namísto bílých hvězd na džípech jsou v textu uvedeny rudé hvězdy na čapkách a pasivní rezistence obyvatelstva vůči okupantům je popsána slovy, že „dost zplihlý krovky měli soldáti u Škodovky.“